# Philémon et Baucis (film)
Philémon et Baucis est un film muet français de court métrage réalisé par Georges Denola, tourné en 1910 et sorti en 1911. 
Distribué mondialement (dont les États-Unis et le Danemark), il est projeté aux États-Unis en même temps que le documentaire La Chasse au marabout en Abyssinie d'Alfred Machin (1912).

## Fiche technique
- Titre : Philémon et Baucis
- Réalisation  : Georges Denola
- Scénario : Daniel Riche, d'après Jean de La Fontaine (1693, fable nº25, livre XII)
- Photographie : Pierre Trimbach
- Société de production : Pathé Frères
- Pays : France
- Format : Muet - Noir et blanc et couleur - 1,33:1 - 35 mm
- Métrage : 170 m dont 135 m en couleur
- Genre : Film dramatique
- Durée : inconnue
- Date de sortie : 
  - France: 23 avril 1911 à Bordeaux

## Distribution
- René Alexandre : Jupiter, le maître des dieux qui voyage avec Mercure déguisé en simple mortel
- Romuald Joubé : Philémon, le mari pauvre, humble et pieux de Baucis
- Jeanne Delvair : Baucis, l'épouse pauvre, humble et pieuse de Philémon
- Henri Bosc : Mercure, le dieu du commerce et des voyages, déguisé en simple mortel
- Gaston Sainrat
- la petite Maria Fromet
- Renée Sylvaire
- Maud Loty